# Europarlamentari pentru România 2007-2009
La primele alegeri pentru Parlamentul European organizate în România, desfășurate în data de 25 noiembrie 2007, au fost aleși 35 de europarlamentari, alți 5 membri supleanți preluând mandate vacantate ulterior.
Europarlamentarii aleși, în ordinea numărului de voturi primit de partidul din care făceau parte, sunt:
- Sorin Frunzăverde - Partidul Democrat
- Roberta Anastase - Partidul Democrat
- Petru Filip - Partidul Democrat
- Monica Iacob-Ridzi - Partidul Democrat
- Marian-Jean Marinescu - Partidul Democrat
- Maria Petre - Partidul Democrat
- Rareș-Lucian Niculescu - Partidul Democrat
- Marian Zlotea - Partidul Democrat
- Dragoș-Florin David - Partidul Democrat
- Mihaela Popa - Partidul Democrat
- Constantin Dumitriu - Partidul Democrat
- Nicodim Bulzesc - Partidul Democrat
- Sebastian Bodu - Partidul Democrat
- Titus Corlățean - Partidul Social Democrat
- Adrian Severin - Partidul Social Democrat
- Rovana Plumb - Partidul Social Democrat
- Daciana Sârbu - Partidul Social Democrat
- Cătălin Nechifor - Partidul Social Democrat
- Silvia Adriana Țicău - Partidul Social Democrat
- Ioan Mircea Pașcu - Partidul Social Democrat
- Gabriela Crețu - Partidul Social Democrat
- Corina Crețu - Partidul Social Democrat
- Victor Boștinaru - Partidul Social Democrat
- Renate Weber - Partidul Național Liberal
- Daniel Dăianu - Partidul Național Liberal
- Adina Vălean - Partidul Național Liberal
- Cristian Bușoi - Partidul Național Liberal
- Ramona Mănescu - Partidul Național Liberal
- Magor Csibi - Partidul Național Liberal
- Theodor Stolojan - Partidul Liberal Democrat
- Dumitru Oprea - Partidul Liberal Democrat
- Nicolae Vlad Popa - Partidul Liberal Democrat
- Gyorgy Frunda - Uniunea Democrată Maghiară
- Csaba Sógor - Uniunea Democrată Maghiară
- László Tőkés - independent

Membri supleanți, în ordine alfabetică:
- Daniel Funeriu - Partidul Democrat Liberal (din 22 decembrie 2008)[2]
- Adrian Manole - Partidul Democrat Liberal (din 22 decembrie 2008)[3]
- Iosif Matula - Partidul Democrat Liberal (din 22 decembrie 2008)[4]
- Călin Rus - Partidul Democrat Liberal (din 24 iunie 2008)[5]
- Iuliu Winkler - Uniunea Democrată Maghiară (din 10 decembrie 2007)[6]